# クリスティーナ砦
クリスティーナ砦（クリスティーナとりで、英語: Fort Christina）は、スウェーデンの北アメリカで最初の入植地であるニュースウェーデンにおいて、重要な拠点であった。1638年に建てられ、その名はスウェーデン女王・クリスティーナに因む。現在のデラウェア州ウィルミントン市街から東におよそ1.6km、ブランディワイン川とクリスティーナ川の合流地点にあり、デラウェア川に注ぐクリスティーナ川の河口からはおよそ3km上流に位置していた。

## 歴史

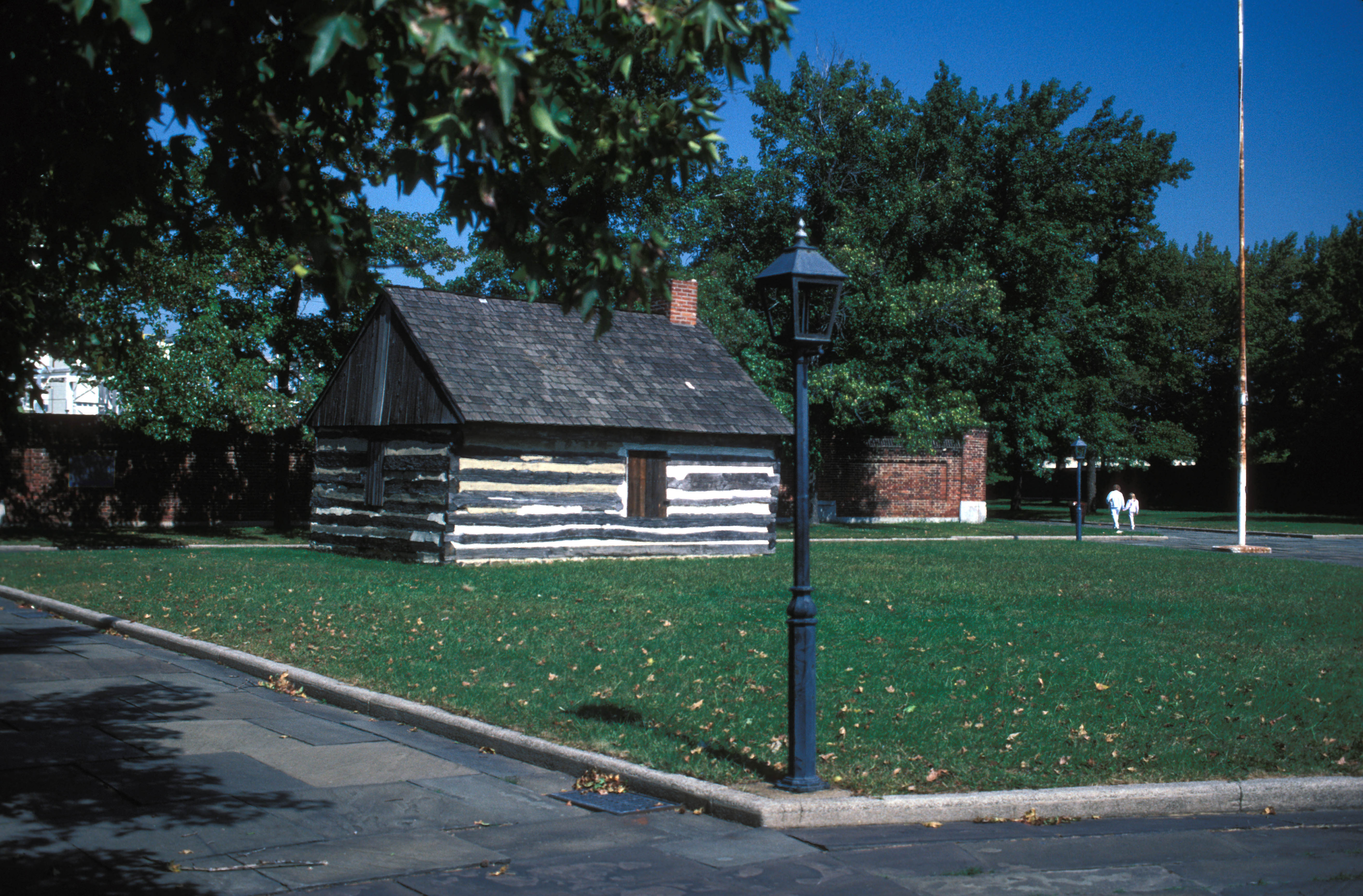
砦の敷地内にある植民地時代のログハウス

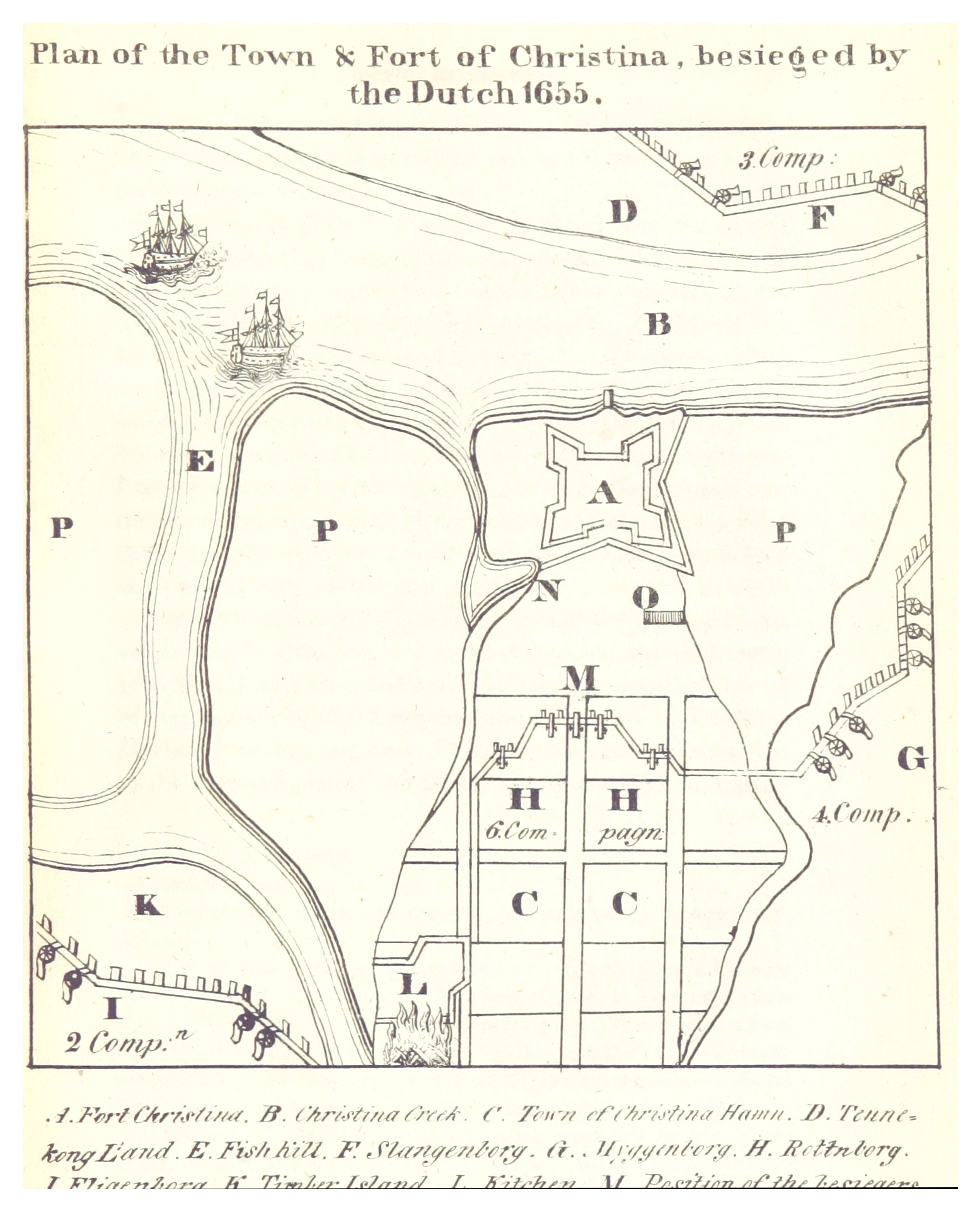
クリスティーナ砦と街の図面（1834年）

スウェーデン王グスタフ2世アドルフが立てた北アメリカに植民地を設立する計画に従い、1638年3月29日、一行はニューネーデルラントのかつての指揮官であったペートル・ミニュイの指揮のもと、カルマル・ニッケルとFågel Gripの2隻でデラウェア湾に辿り着いた。クリスティーナ川沿いの、岩が突き出し天然の波止場となっている「ザ・ロックス」と呼ばれる場所に上陸。ミニュイはこの場所を、現地のレナペとアメリカビーバーの毛皮を取引するのに最適な場所として選定した。また、この地は防衛にも向いていると考え、周囲に堡塁を造ることを命じた。
当時、ネーデルラントはデラウェア川（「南の川」と呼ばれていた）以南の領有権を主張していた。スウェーデン帝国はデラウェア川の南側、現在のデラウェア州の大部分と、最終的には川の北側の現在のペンシルベニア州南東部とニュージャージー州南部を含む地域の領有権を主張した。
1640年、総督のペートル・ホーランドル・リダーによって、ネーデルラントやネイティヴ・アメリカンの攻撃を防ぐための堡塁が補強された。上陸から数年間、さらに多くの入植者がスウェーデンから渡ってきたため、家屋や農場は砦の外側にも造られるようになり、1647年に砦の改築は完成した。
ニュースウェーデンの植民地では、ニューネーデルラントとの摩擦が続いていた。1651年、ピーター・ストイフェサントが率いるニューネーデルラントは、ニュースウェーデンの入植地への威嚇のため、クリスティーナ砦から南にわずか7kmほど、現在のニューキャッスルにカシミール砦を築いた。1654年、スウェーデンは総督の指示によりカシミール砦を占領し、その報復に備えて堡塁の周囲に木製の柵を設置し、クリスティーナ砦の防衛力をさらに高めた。
1655年、ニューネーデルラントは大軍を率いて戻ってくると、クリスティーナ砦を包囲した。10日後に砦は降伏し、スウェーデンによる公式な植民地支配は終わったが、入植者の大部分はこの地に残り、彼らの原語や宗教を維持することがネーデルラントによって認められた。ストイフェサントはクリスティーナ砦をアルテナ砦と改名した。クリスティーナ砦とカシミール砦を巡る争いは、数百名の傭兵や私掠船も巻き込み、ストイフェサントが個人的に取り仕切ったが、当時は本国同士の争いとは見られていなかったことは注目すべき点である。むしろ、オランダ西インド会社とスウェーデン西インド会社との争いであった。
1664年にイングランド艦隊が侵攻し領有するまで、この地はニューネーデルラントの一部となっていた。イングランドの統治下で砦は荒廃し、やがてその姿を消した。
独立戦争の時代にはアメリカ人によってこの地に新たな砦が築かれ、1812年の米英戦争ではユニオン砦が建設された。シーザー・オーガスタス・ロドニーやジェイムズ・A・バイヤードなども砦の防衛に携わった。
19世紀、かつて砦があった半島は工業化が進み、工場や鉄工所などが建てられた。

## 国家歴史登録財

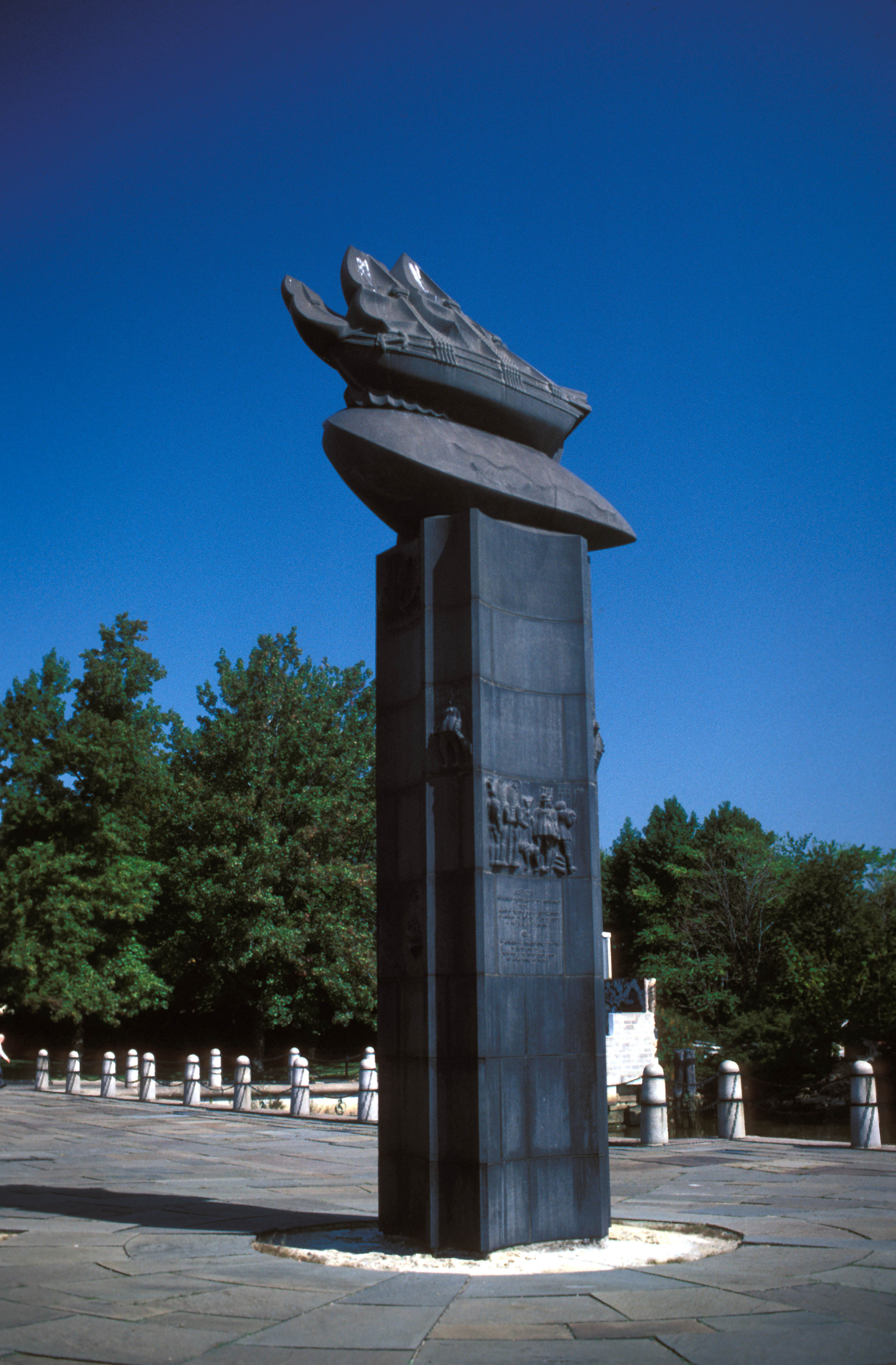
クリスティーナ砦のモニュメント

1938年、スウェーデンによる植民地化から300周年を記念して、デラウェア州はザ・ロックスと旧砦跡を含む公園を建設。落成式典にはフランクリン・ルーズベルト大統領、グスタフ6世アドルフ王太子、ルイーズ王太子妃、ベルティル王子が出席した。スウェーデンからは、彫刻家のカール・ミレスがデザインしたカルマル・ニッケルのレプリカを載せたモニュメントが贈呈された。
式典で、王太子は両国にとってのこの地の重要性を次のように述べた。

本日除幕されるモニュメントは、スウェーデンからアメリカ国民への贈り物です。資金は募金によるもので、数十万人の国民がこれに参加しました。寄付者の中には、大西洋を渡ったこの地に兄弟、姉妹、親、子などがいる人々も多くいると思います。寄付を通じて、多くの人々がスウェーデン生まれ、また純粋に、あるいは部分的にスウェーデンにルーツを持つこの偉大な国と繋がっていることを、私たち全員が感じたことでしょう。
この近くに造られたクリスティーナ砦州立公園は、デラウェア・バレーで初めて永住権を得た場所です。300年前、この地に上陸したスウェーデン人は数も少なく、経済的にも貧しいものでした。そうして、両国の関係は始まりました。実際、私たちは共に絶えることのない国際的な友情の幕開けとなったこの式典を祝うのは当然でしょう。
私たちは、著名な彫刻家であるカール・ミレスがスウェーデンの黒花崗岩から切り出したモニュメントを見る度に、これらの事実を思い出すでしょう。このとき、どんな思い出がよみがえるでしょうか。私たちは、小さな船カルマル・ニッケルで大西洋を渡り、ニュースウェーデンの入植地を築いたほとんど伝説のような開拓者たちの記憶を、誇らしく思い返すことができるのです。その小さくとも勇敢な船団は、歴史の1ページに彼らの名を刻んでいます。その功績は十分に重要なものと認められ、アメリカ合衆国大統領と議会はこの歴史的な記念式典に私たちを公式に招待してくださりました。私たちスウェーデンは、あなた方が示してくださった敬意に深く感動し、このように高く評価していただいていることに、心から感謝しています。
300年前の歴史的なできごとを共通して称賛する中で、私たちはスウェーデンから渡った初期の入植者たちが立派で、機知に富んだ人々であったという点で同じ見解を持っています。彼らの自由への愛と誠実さは、彼らの生まれた場所から受け継がれたものです。この3世紀の間、彼らやその子孫がこの国の偉大な発展に幾らかでも貢献できたと感じられることは、私たちにとって幸せなことです。彼らの美徳と勇気が子孫に受け継がれ、その結果、現代のアメリカの人々の中に称賛するものが形成されたのだと思うと、それは私たちにとって誇らしいことです。

ルーズベルト大統領はこのモニュメントを受け取る際「私は、先祖のひとりであるウィルヘルムス・ビークマンが1658年から1663年にかけてデラウェア川のニュースウェーデン植民地の副長や総督を務め、個人的な繋がりがあるという幸運に恵まれています」と応えた。
2013年5月、スウェーデンからの上陸375周年を記念して、スウェーデン王カール16世グスタフとシルヴィア王妃は、アメリカ副大統領のジョー・バイデンとともに、クリスティーナ砦公園でカルマル・ニッケル（のレプリカ）の上陸を再現した。
1961年、この地はアメリカ合衆国国定歴史建造物に指定された。2014年にはファースト・ステイト国立歴史公園が承認され、現在はクリスティーナ砦もその一部となっている。
入場できるのはメモリアル・デイの週末からレイバー・デイまでの間で、独立記念日とレイバー・デイの10時から16時までは、この公園は来訪者に無料で開放されている。

## 登場作品

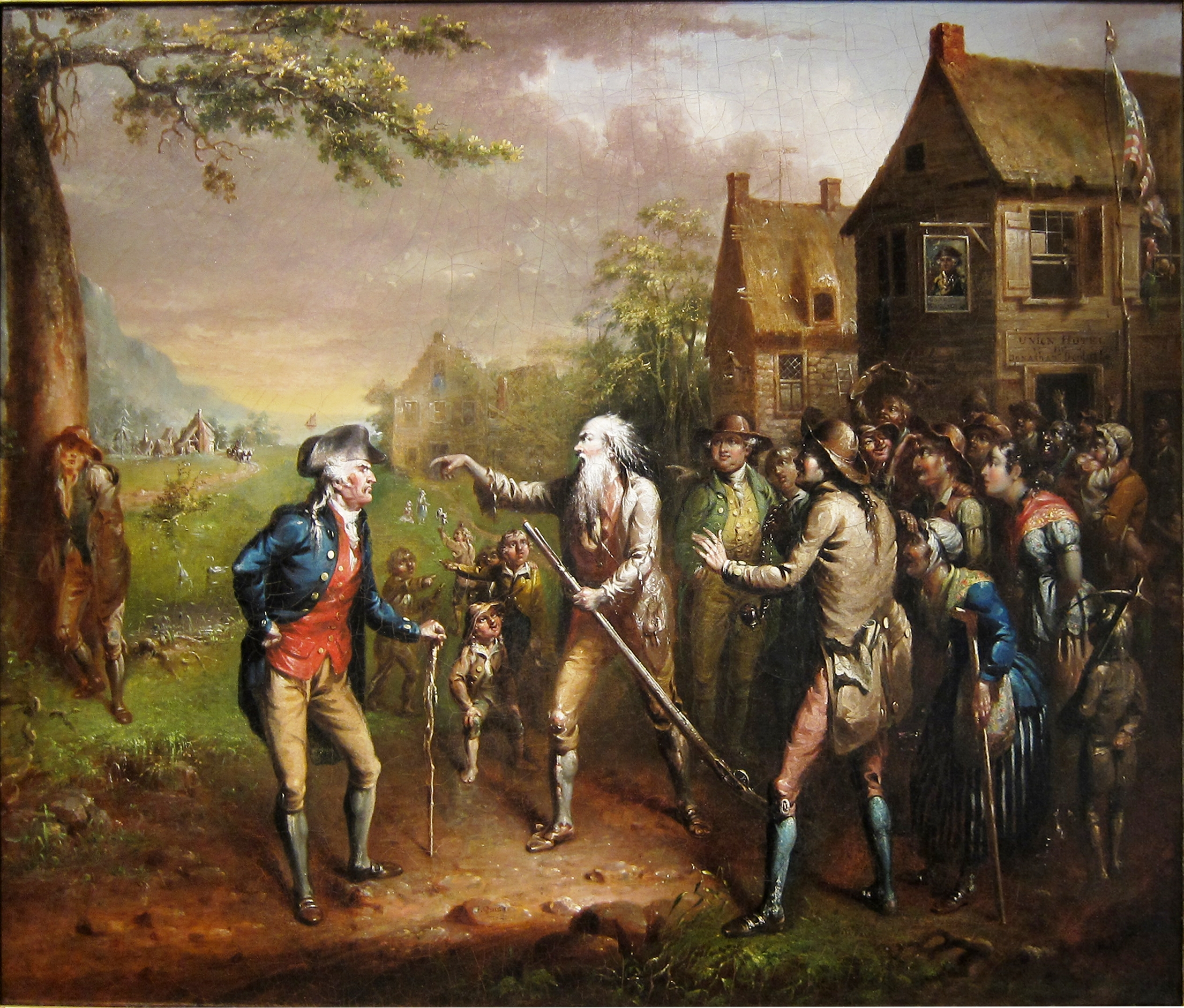
『リップ・ヴァン・ウィンクル』（ワシントン・アーヴィング著）の挿絵

アメリカの作家であるワシントン・アーヴィングは、短編小説『リップ・ヴァン・ウィンクル』の冒頭で、オランダ人の主人公の血筋を説明する際にクリスティーナ砦について触れている。

その村の家々の中のひとつ（それはまさしく、ひどく古ぼけて、雨風にさらされていた）に、この国がまだイギリスの属領だった頃、リップ・ヴァン・ウィンクルという名の素朴で気立てのいい男が住んでいた。ピーター・ストイフェサントの騎士道時代の勇ましさの象徴で、クリスティーナ砦の包囲に同行したヴァン・ウィンクル家の血筋を引いていた。